# HIST1H2AC

HIST1H2AC‏ (Histone cluster 1 H2A family member c) هوَ بروتين يُشَفر بواسطة جين HIST1H2AC في الإنسان.